# 2007年澳門十一遊行
2007年澳門十一遊行發生在2007年9月30日以及10月1日下午，由澳門民主起動及多個團體分別地發起就道路交通法在10月1日正式實施以及相關的社會問題不滿而走到街頭表達訴求；而慢駛及遊行的口號是為「反貪腐、保民生」。

## 背景
1. 2005年的澳門街道狀況在社會變遷下不斷改變，認為在實施了十餘年的《道路法典》條文不合時宜，故澳門政府當局提出修訂相關條例，並於同年6月和9月進行了兩次諮詢會，共有49個團體參與及收到意見書96份。當局經採集有關意見和分析其他國家和地區的相關法例，按澳門的實際道路情況和需要，提出了《道路交通法》草案。而草案的立法原則是：保障道路交通安全、提高公眾遵守交通規則的意識、嚴懲危害交通安全的行為及加強監管、提高執法效率以及便民及配合澳門社會發展。
2. 民間對《道路交通法》一直大不滿，當中以嚴打違例泊車最惹爭議。當局會將違例泊車罰款由過往200元增至300元，目前澳門有逾8萬輛電單車，但合法電單車泊位則只有不足3萬個，就算政府承諾在本年內增加至4.5萬個，仍距需求甚遠。
3. 一直以來澳門政府不會向收告票車主追收罰款，但新例實施後，若車主不清還罰款便不可續牌，更令車主難以一時適應。早前澳門官員指出，拖欠繳款的告票數目達數十萬張，要送交法院處理會對法院造成極大壓力，故循法例追討不太可行。

## 發起組識
十一遊行是自發參與的，9月30日的遊行發起組織是為民主起動；其發言人是為有「澳門長毛」之稱的民主起動副主席利建潤。
在10月1日當日，多個團體分別有多個遊行隊伍，主要有兩個遊行隊伍；其中一個發起組織是為民主起動。

## 備受社會關注
1. 由1984年起，澳門均會在10月1日前後歌舞昇平地舉行慶祝活動，以示慶祝中華人民共和國國慶期間並無任何不滿的事件發生、示威以及遊行等活動。但是由於新的交通法例在2007年10月1日午夜起實施所帶來的不滿，在中華人民共和國國慶日當日及前夕舉辦慢駛遊行是幾十年來的首次。
2. 是次電單車慢駛抗議道路交通法遊行是繼5月1日的勞動節遊行後的另一個新的社會問題。
3. 其中一個遊行隊伍是教師及社工，他們表示政府在不向他們作查詢下單方面立法，令他們的生計受到影響。

## 遊行訴求
參與電單車慢駛抗議道路交通法遊行各有訴求，但一般的訴求均是為：
- 澳門的電單車車位有三萬餘個，但全澳門的電單車數量是為八萬多輛，而每年更以8%的升幅上升中；
- 罰款由200澳門元加至300澳門元；
- 要交清所有的罰款才可以換取下一個財政年度的駕駛執照等。

## 遊行路線及經過

### 9月30日
遊行路線由祐漢公園出發，經過士多紐拜斯大馬路、水坑尾、殷皇子大馬路、南灣大馬路後到達澳門政府總部、再到澳門立法會大樓，最後在旅遊塔前地和平離去。
約下午4時半，電單車陸續離去，但除主辦者及部分電單車外，部分遊行人士表示發起組識的路線不足以表達訴求。因此大部分電單車突然駛往警方一直不讓遊行隊伍駛進亞美打利庇盧大馬路（即新馬路），即令新馬路往沙梨頭方向以及罅些喇提督大馬路兩條行車線全面癱瘓，數十架巴士大排長龍，大批警方在場維持秩序，並勸喻帶頭的電單車駛離現場，但帶頭人士時停時行，整個過程十分緩慢。隊伍最終駛回起點祐漢公園，大約晚上7時和平散去。
電單車慢駛抗議遊行之中，由於參與的電單車（發動組織表示有5,000輛，而澳門警方表示只有3,000輛）同時進行慢駛抗議遊行，導致局部地區的交通一度嚴重擠塞，單是水坑尾八角亭通往中華廣場的路口位置，慢駛的電單車要用20分鐘的時間才全部經過。

### 10月1日
在下午二時許由民主起動以及多個勞工團體發起，由三角公園出發，遊行到澳門政府總部，要求政府關注黑工、貪污問題和改善民生。遊行人士在三角花園聚集期間，曾跟市民發生推撞；遊行隊伍以過千輛電單車作為「先頭部隊」，隨後的是各團體的遊行人士。
另外，另一批包括教師、社工在內的勞工團體在祐漢公園出發，目的地也是澳門政府總部，人數超過500人，較首批遊行的人為多。值得注意的是教師與社工組織遊行是歷來首次，而且是以互聯網作為動員方式。
遊行隊伍行到達2007年澳門勞動節遊行時發生開槍事件的地點附近時，防暴警察在美副將大馬路架設路障，遊行人士一度靜坐、試圖越過防線、和警方有小推撞和罵戰，更有遊行人士叫囂：「開槍啦，開槍啦！」；經過遊行團體與警方談判後，接納警方按排的遊行路線。
遊行人士之後經過水坑尾、殷皇子大馬路及南灣大馬路到達澳門政府總部前宣讀聲明並遞交請願信後，遊行隊伍陸續散去。遊行下午5時許結束，主辦機構說有6,000人參加，警方則表示有2,000人。

## 各方回應
由於2007年10月1日是中華人民共和國國慶日，澳門特區政府在澳門旅遊塔舉行國慶慶祝酒會，香港、澳門以及外地媒體的專注問題是「十一遊行」的看法。
- 行政長官何厚鏵表示尊重及重視市民的合理訴求，特區政府已經注意到各個社會問題，但政府會盡力解決問題，並表示遊行是居民的應有行為。
- 港澳商人何鴻燊表示遊行人士的訴求是正面的，又有信心相信何厚鏵懂得及有方法會處理好社會問題的。
- 保安司司長張國華表示收到警隊的報告指出遊行屬和平性地進行，並認為居民有遊行的權利之外，也要遵守執法人員的建議。

## 坊間意見
由於幾千輔電單車在遊行中沿途不停響號，不過有市民指摘雖然支持遊行人士的訴求，但反對相關響號而帶來的噪音，其間亦有不少電單車加入。當大隊遊行至大馬路近政府總部時，車隊以5公里時速行駛，並高呼口號，吸引不少市民及遊客圍觀拍照。